# کوسی لو شاتو اوفریک
کوسی لو شاتو اوفریک (به فرانسوی: Coucy-le-Château-Auffrique) یک کمون (فرانسه) در فرانسه است که در canton of Coucy-le-Château-Auffrique واقع شده‌است. کوسی لو شاتو اوفریک ۱۱٫۴۶ کیلومتر مربع مساحت دارد ۱۱۲ متر بالاتر از سطح دریا واقع شده‌است.